# Bracon frater
Bracon frater är en stekelart som beskrevs av Vladimir Ivanovich Tobias 1957. Bracon frater ingår i släktet Bracon och familjen bracksteklar. Inga underarter finns listade.